# Circuit breaker (шаблон проєктування)
Circuit breaker — патерн проєктування, який використовується для виявлення відмов та надає логіку запобіганню постійних повторів.

## Проблема
Нехай, дано два сервіси, які взаємодіють між собою. Результат роботи одного сервісу напряму залежить від іншого.
Основний сервіс дізнається про несправність допоміжного із певною затримкою. Однак на момент очікування, основний сервіс витрачає свої ресурси, такі як пам'ять, процесорний час, кількість доступних потоків виконання, тощо. Якщо кількість запитів на основний сервіс перевищує затримку очікування відповіді про несправність допоміжного сервісу, із часом основний сервіс вичерпає свої ресурси й також вийде із ладу.

## Вирішення
Необхідно додати проміжний сервіс, який заздалегідь перериватиме невдалі запити, а також слідкуватиме за відновленням роботи допоміжного сервісу.

## Алгоритм
Closed (з'єднаний зв'язок)
Система перебуває у з'єднаному стані тоді коли допоміжний сервіс успішно відповідає на запити основного сервісу.
1. Проміжний сервіс пересилає запити від основного до допоміжного сервісу.
2. Проміжний сервіс веде кількість невдалих запитів. Якщо допоміжний сервіс відповів із помилкою, то проміжний сервіс збільшує значення в лічильнику.
3. Якщо кількість невдалих спроб перевищує максимальну протягом певного періоду часу, то проміжний сервіс переходить в стан Open.

Open (зв'язок із розривами)
Система перебуває у стані розриву. Задача цього стану не навантажувати допоміжний сервіс запитами та дати йому час на відновлення. При цьому основний сервіс отримує відповідь про несправність без жодних затримок.
1. Проміжний сервіс отримує запити від основного сервісу та миттєво завершує їх із помилкою.
2. Проміжний сервіс запускає таймер (час необхідний допоміжному сервісу для відновлення), і по завершені цього часу переходить в стан Half Open. Перехід в цей стан можна реалізувати також іншим чином, наприклад, від кількості запитів, тощо.

Half Open (відновлення зв'язку)
На цьому етапі ми не знаємо напевно чи допоміжний сервіс відновився, чи досі перебуває в аварійному стані.
1. Дозволяємо запит від основного сервісу до допоміжного.
  1. Якщо запит успішний, то переходимо в стан Close.
  2. Якщо запит завершився помилкою, то переходимо в стан Open.

## Опис мовоюC#
Нехай, дано сервіси які взаємодіють між собою.
```
public
 
interface
 
IService

{

	
// виконання операції

	
string
 
GetValue
();

	
// виконання операції базуючись на результаті від іншого сервісу

	
string
 
GetModifiedValue
(
IService
 
service
)

	
{

		
try

		
{

			
return
 
$"From another service: {service.GetValue()}"
;

		
}

		
catch

		
{

			
return
 
"Call to another service failed"
;

		
}

	
}

}

```

У той час, як один із сервісів успішно виконує свою операцію. Інший має шанс аварійного завершення. При цьому присутня затримка, що впливає на роботу основного сервісу.
```
public
 
class
 
ServiceA
 
:
 
IService

{

	
public
 
string
 
GetValue
()

	
{

		
return
 
"Service A"
;

	
}

}

public
 
class
 
ServiceB
 
:
 
IService

{

	
public
 
string
 
GetValue
()

	
{

		
// 50% шанс аварійного завершення

		
if
 
(
new
 
Random
().
NextDouble
()
 
>
 
0.5
)

		
{

			
// імітуємо довготривалу роботу

			
Thread
.
Sleep
(
5000
);

			
throw
 
new
 
InvalidOperationException
();

		
}

		
return
 
"Service B"
;

	
}

}

```

Таким чином несправності в допоміжному сервісі блокують основний.
```
static
 
void
 
Main
(
string
[]
 
args
)

{

	
IService
 
serviceA
 
=
 
new
 
ServiceA
();

	
IService
 
serviceB
 
=
 
new
 
ServiceB
();

	
// несправності в допоміжному сервісі блокують основний

	
for
 
(
int
 
i
 
=
 
0
;
 
i
 
<
 
20
;
 
++
i
)

	
{

		
Console
.
WriteLine
(
$"Request {i}"
);

		
Console
.
WriteLine
(
serviceA
.
GetValue
());

		
Console
.
WriteLine
(
serviceA
.
GetModifiedValue
(
serviceB
));

		
Console
.
WriteLine
();

	
}

}

```

Додамо сервіс, який корегуватиме стан систему.
```
// опишемо стани системи

public
 
enum
 
CircuitBreakerStateEnum

{

	
Closed
 
=
 
0
,

	
Open
 
=
 
1
,

	
HalfOpen
 
=
 
2
,

}

interface
 
ICircuitBreaker

{

	
CircuitBreakerStateEnum
 
State
 
{
 
get
;
 
}

	
int
 
FailThreshold
 
{
 
get
;
 
set
;
 
}
 
// максимальна кількість невдалих запитів потрібних для переходу в Open стан

	
int
 
RetriesThreshold
 
{
 
get
;
 
set
;
 
}
 
// максимальна кількість запитів потрібних для переходу в HalfOpen стан

}

```

Проміжний сервіс матиме наступний вигляд:
```
public
 
class
 
ServiceBProxy
 
:
 
IService
,
 
ICircuitBreaker

{

	
private
 
readonly
 
IService
 
_service
;

	
public
 
ServiceBProxy
(
IService
 
service
)

	
{

		
_service
 
=
 
service
;

	
}

	
public
 
string
 
GetValue
()

	
{

		
if
 
(
State
 
==
 
CircuitBreakerStateEnum
.
Closed
)

		
{

			
try

			
{

				
// делегуємо запит допоміжному сервісу

				
return
 
_service
.
GetValue
();

			
}

			
catch
 
(
Exception
)

			
{

				
// підраховуємо невдалі запити та при потребі переходимо в Open стан

				
++
_currentFailAttempt
;

				
if
 
(
_currentFailAttempt
 
>=
 
FailThreshold
)

				
{

					
_currentFailAttempt
 
=
 
0
;

					
State
 
=
 
CircuitBreakerStateEnum
.
Open
;

				
}

				
throw
;

			
}

		
}

		
else
 
if
 
(
State
 
==
 
CircuitBreakerStateEnum
.
Open
)

		
{

			
// рахуємо запити і при потребі переходимо в HalfOpen стан

			
++
_retriesAttempt
;

			
if
 
(
_retriesAttempt
 
>
 
RetriesThreshold
)

			
{

				
_retriesAttempt
 
=
 
0
;

				
State
 
=
 
CircuitBreakerStateEnum
.
HalfOpen
;

			
}

			
// без затримки повідомляємо про помилку в системі

			
throw
 
new
 
InvalidOperationException
();

		
}

		
else
 
// if (State == CircuitBreakerStateEnum.HalfOpen)

		
{

			
try

			
{

				
// робимо запит

				
// у разі успішного виконання переходимо в стан Closed

				
var
 
value
 
=
 
_service
.
GetValue
();

				
State
 
=
 
CircuitBreakerStateEnum
.
Closed
;

				
return
 
value
;

			
}

			
catch
 
(
Exception
)

			
{

				
// при помилці переходимо в стан Open

				
State
 
=
 
CircuitBreakerStateEnum
.
Open
;

				
throw
;

			
}

		
}

	
}

	
// поля необхідні для роботи CircuitBreaker

	
private
 
int
 
_currentFailAttempt
;

	
private
 
int
 
_retriesAttempt
;
 
// можливо таймер

	
public
 
CircuitBreakerStateEnum
 
State
 
{
 
get
;
 
private
 
set
;
 
}
 
=
 
CircuitBreakerStateEnum
.
Closed
;

	
public
 
int
 
FailThreshold
 
{
 
get
;
 
set
;
 
}
 
=
 
2
;

	
public
 
int
 
RetriesThreshold
 
{
 
get
;
 
set
;
 
}
 
=
 
3
;

}

```